# بخش زاوین
بخش زاوین یکی از بخش‌های شهرستان کلات در استان خراسان رضوی ایران است.

## تقسیمات کشوری
- بخش زاوین
  - دهستان زاوین
  - دهستان پساکوه

شهرها : شهرزو ، چنار

## جمعیت
جمعیت بخش زاوین براساس سرشماری عمومی نفوس و مسکن در سال ۱۳۹۵ برابر با ۱۴،۴۱۷ نفر بوده‌است.